# 朱敏淳
晉穆王朱敏淳（16世纪？—1610年）是明朝晉惠王朱慎鋷之子。他在萬曆十三年（1585年）嗣封晉王。最初年幼，由寧河王朱知𢏅代理府事。朱敏淳在萬曆三十八年死，諡號晉穆王，由兒子裕王朱求桂繼承他。
| 前任： 父惠王朱慎鋷            | 明晉國國王 1585年－1610年 | 繼任： 子裕王朱求桂 |
| 前任： 族曾祖父朱知𢏅 晉府宗理 | 明晉國國王 1585年－1610年 | 繼任： 子裕王朱求桂 |